# Adolf Seefeld
Adolf Seefeld, fälschlicherweise auch Seefeldt (* 6. März 1870 in Potsdam; † 23. Mai 1936 in Schwerin hingerichtet durch das Fallbeil), war ein deutscher Serienmörder.

## Leben
Der in Potsdam als siebtes und letztes Kind seiner Eltern geborene und zum Schlosser ausgebildete Adolf Seefeld wurde später durch einen Uhrmacher in der Reparatur von Standuhren und Taschenuhren ausgebildet, kam 1890 nach Lübeck und heiratete dort Katarina Seefeld, die sich 1910 von ihm scheiden ließ. Der dieser Ehe entstammende Sohn wurde 19-jährig wegen Sittlichkeitsverbrechen in eine Irrenanstalt eingewiesen.

## Taten
Der Reisende und Uhrmacher Adolf Seefeld, auch „Sandmann“ oder – wegen seines Berufes – „Onkel Tick Tack“ sowie „Onkel Adi“ genannt, missbrauchte Jungen und tötete in der Zeit des Dritten Reiches mindestens zwölf Knaben. Als Tatort wählte er mit einer Ausnahme Kiefernschonungen. Eine Gemeinsamkeit fand sich in der Bekleidung der Opfer, welche durchweg Matrosenanzüge trugen. Da alle Kinder wie „friedlich schlafend“ vorgefunden wurden und keine Spuren äußerer Gewalt aufwiesen, stand die Polizei vor einem Rätsel um die Todesumstände. Es ist deshalb möglich, dass Seefeld weitere Morde beging, die für natürliche Todesfälle gehalten wurden.
Zeitgenössische Gutachter spekulierten, Seefeld habe selbst hergestelltes Gift bzw. Chloroform verwendet oder seine Opfer erstickt. Laut Hans Pfeiffer, bekannter Autor populärwissenschaftlicher Bücher über authentische Kriminalfälle, lassen sich diese Theorien mit wenig Aufwand widerlegen. Pfeiffer vermutet hingegen, Adolf Seefeld habe seine Opfer in einen hypnotischen Schlaf versetzt, sich dann an ihnen vermutlich oral sexuell befriedigt und sie schließlich schlafend im Wald liegen lassen, wobei er es unterließ, sie aus der Hypnose zu erwecken. Die Kinder seien später an Unterkühlung gestorben, was Seefeld in Kauf genommen oder beabsichtigt habe.
Seefeld soll selbst im Alter von 12 Jahren von zwei Männern missbraucht worden sein. Er saß bereits mit 25 Jahren erstmals wegen sexueller Belästigung eines Jungen im Gefängnis. Psychiater schrieben ihm Schwachsinnigkeit zu, weshalb er die meiste Zeit seines Lebens in Irrenanstalten und Gefängnissen zubrachte.

## Opfer
Opfer waren neben Kleinkindern der zwölfjährige Junge Kurt Gnirk († 16. April 1933), Wolfgang Metzdorf († 8. Oktober 1933), Ernst Tesdorf († 2. November 1933); (als Kiensammler mit der Umgebung bekannt), Alfred Prätorius († 12. November 1933), Hans Korn († 16. Januar 1934), der Oranienburger Günter Tie[s]ke († 2. Oktober 1934), der elfjährige Brandenburger Erwin Wischnewski († 8. Oktober 1934), der vierjährige Artur Dill († 16. Oktober 1934, aufgefunden in Neuruppin), der fünfjährige Edgar Dittrich, genannt „Eipel“ († 16. Oktober 1934, aufgefunden in Neuruppin), der zehnjährige Hans-Joachim Neumann († 16. Februar 1935, gefunden am 20. Juni 1935), der zehnjährige Heinz Zimmermann († 23. Februar 1935) und der elfjährige Gustav Thomas († 22. März 1935, aufgefunden am 23. März 1935 in einem Kiefernwald bei Wittenberge).
Die Ermittlungsbehörden gingen davon aus, dass die tatsächliche Opferzahl weit höher lag und die Mordserie durchaus bis zu 100 Tote gefordert haben kann.

### Gustav Thomas
Der Rechtsmediziner Wilhelm Hallermann resümierte in dem Mordfall von Gustav Thomas, dass aufgrund mikroskopischer Untersuchungen die blutunterlaufenen Druckstellen auf Erwürgen hinweisen.
Der Gerichtsmediziner Victor Müller-Heß kam in dem Mordverfahren gegen Adolf Seefeld zu der Überzeugung, dass alle Mordopfer nicht vergiftet, sondern erwürgt oder erdrosselt worden seien.

## Gerichtsverfahren
Das Schweriner Geschworenengericht unter dem Vorsitz des Landgerichtsdirektors Karl Friedrich Sarkander und den beisitzenden Landgerichtsräten Wilms und Weise bestand aus dem Schlachtermeister Ernst Hahn aus Crivitz, Obersekretär Wilhelm Schneeweis in Schwerin, Ortsgruppenleiter Friedrich Jahnke aus Parchim, Bürgermeister Ernst Dubbe aus Leussow, Ingenieur Otto Arpke aus Lübtheen sowie Stadtrat und Kreisleiter Buhr aus Ludwigslust und verhandelte die Strafsache vom 21. Januar 1936 an. Nach den Plädoyers vom 21. Februar verkündete es am 22. Februar 1936 das Urteil wegen Mordes in zwölf Fällen. Der zum Tode verurteilte Adolf Seefeld soll laut dem Niederdeutschen Beobachter vom 29. Februar 1936 Revision eingelegt haben. Weder eine Revisionsschrift noch ein Revisionsverfahren sind historisch dokumentiert; das Urteil wurde nach Rechtskraft und Ablehnung der Begnadigung am 23. Mai 1936 in Schwerin vollstreckt.

## Ankläger, Verteidiger und Sachverständige

### Ankläger
Ankläger war der Oberstaatsanwalt Wilhelm Beusch, an den sich der Weihbischof Bernhard Schräder im Zusammenhang mit dem Vikar Leo Wiemker (1909–1976) 1939 als lautstarken Staatsanwalt erinnerte.
In Gegenwart des späteren Kriegsverbrechers und Reichsstatthalters von Mecklenburg Friedrich Hildebrandt wetterte er gegen den Angeklagten, um die Ausmerzung eines solchen Verhaltens zu begründen.

### Verteidiger
Der Strafverteidiger von Adolf Seefeld war der Rechtsanwalt Rudolf Neudeck.

### Beteiligte Sachverständige im Prozess
- August Brüning (1877–1965)

## Hinrichtung
Tags zuvor hatte der Scharfrichter Carl Gröpler den Delinquenten aufgesucht und „die zu erwartende Schwierigkeit der Hinrichtung erkannt“. Seefeld ließ sich bereitwillig am nächsten Morgen mittels Fallschwertmaschine vom Leben zum Tod bringen.

## Dokumentation
Die Aktenlage nach Seefelds Verurteilung ist dürftig. Außer den Zeitungsberichten über seine Hinrichtung existieren lediglich zwei Gedächtnisprotokolle über Gespräche, die im April 1936 in Seefelds Zelle in Schwerin geführt wurden.
Der Fall des Serienmörders Adolf Seefeld wurde 1937 von J. Fischer und Johannes Lange in der Monatsschrift für Kriminalbiologie und Strafrechtsreform 28 besprochen.

## Tragödie
Im Zuge der Ermittlungen um Seefelds Kindermorde nahm sich ein fälschlich verdächtigter Handelsreisender im Amtsgerichtsgefängnis Ludwigslust durch Erhängen das Leben.